# Ethurahalli, Mulbagal
Ethurahalli là một làng thuộc tehsil Mulbagal, huyện Kolar, bang Karnataka, Ấn Độ.